# توماس چیپندیل
توماس چیپندیل (۱۷۷۹-۱۷۱۸) کمدسازی انگلیسی ساکن لندن بود. 
چیپندیل در سبک‌های جرجی، روکوکوی انگلیسی و نئوکلاسیک به طراحی مبلمان می‌پرداخت. به عقیده موزهٔ ویکتوریا و آلبرت، طراحی‌های چیپندیل در سراسر بریتانیا و اروپا شدیدا تاثیرگذار بود.
مبلمان ساخت چیپندیل ارزش بالایی‌ دارد؛ در سال ۲۰۰۸ کمدی که از چوب درخت بادبزنی ساخته شده بود، به قیمت ۲،۷۲۹،۲۵۰ پوند به فروش رفت.